# Torneo Nacional de Clubes Femenino 2012
El Torneo Nacional de Clubes Femenino de 2012 fue la segunda edición del torneo organizado por la Unión Argentina de Rugby que reúne a los mejores clubes de todas las uniones provinciales argentinas. Se llevó a cabo el 20 y 21 de octubre de 2012 en las instalaciones de Cardenales Rugby Club en San Miguel de Tucumán.
Al igual que la temporada anterior, la final fue protagonizada por Cardenales de Tucumán y Sixty Rugby Club de Resistencia. En esta ocasión, el club tucumano resultó ganador, imponiéndose 17-5 y consiguiendo así su primer título en el torneo y el primer torneo oficial a nivel nacional para el club (masculino o femenino). Cha Roga y la Universidad Católica de Salta se quedaron con la Copa de Plata y la Copa de Bronce, respectivamente.

## Equipos participantes
Participaron del torneo dieciséis de equipos. El selecciondo de la Unión de Rugby del Alto Valle de Río Negro y Neuquén también participó del torneo bajo el nombre "Combinado Patagónico Oeste".
| Club                          | Vía de clasificación                      | Unión de origen                                      |
| ----------------------------- | ----------------------------------------- | ---------------------------------------------------- |
| Centro Naval                  | Campeón del Torneo de la URBA 2012.       | Unión de Rugby de Buenos Aires                       |
| SITAS                         |                                           | Unión de Rugby de Buenos Aires                       |
| Cha Roga Club                 | Campeón del Torneo Regional Litoral 2012. | Unión Santafesina de Rugby                           |
| Alma Juniors                  |                                           | Unión Santafesina de Rugby                           |
| CAPRI                         | Campeón del Torneo Regional NEA 2012.     | Unión de Rugby de Misiones                           |
| Sixty Rugby Club              | Subcampeón del Torneo Regional NEA 2012.  | Unión de Rugby del Nordeste                          |
| Cardenales                    | Campeón del Torneo Regional NOA 2012.     | Unión de Rugby de Tucumán                            |
| Universidad Católica de Salta | Subcampeón del Torneo Regional NOA 2012.  | Unión de Rugby de Salta                              |
| Argentino de Bahía Blanca     |                                           | Unión de Rugby del Sur                               |
| Biguá Rugby Club              |                                           | Unión de Rugby de Mar del Plata                      |
| Córdoba Rugby Club            |                                           | Unión Cordobesa de Rugby                             |
| Los Teros Rugby Club          |                                           | Unión Andina de Rugby                                |
| Pumai                         |                                           | Unión Sanjuanina de Rugby                            |
| Jockey Club (SJ)              |                                           | Unión Sanjuanina de Rugby                            |
| Los Tordos                    |                                           | Unión de Rugby de Cuyo                               |
| Combinado Patagónico          |                                           | Unión de Rugby del Alto Valle de Río Negro y Neuquén |

## Primera fase

### Zona 1
| Pos. | Equipos      | Partidos | Partidos | Partidos | Tantos | Tantos | Tantos | Pts. |
| Pos. | Equipos      | G        | E        | P        | PF     | PC     | DP     | Pts. |
| ---- | ------------ | -------- | -------- | -------- | ------ | ------ | ------ | ---- |
| 1.º  | Cardenales   | 3        | 0        | 0        | 103    | 5      | +98    | 6    |
| 2.º  | Biguá        | 1        | 1        | 1        | 57     | 29     | +28    | 3    |
| 3.º  | Córdoba RC   | 1        | 1        | 1        | 26     | 36     | -10    | 3    |
| 4.º  | Alma Juniors | 0        | 0        | 3        | 0      | 116    | -116   | 0    |

|  | Clasifica a Copa de Oro    |
|  | Clasifica a Copa de Plata  |
|  | Clasifica a Copa de Bronce |
|  | Clasifica a Zona Estímulo  |

| 20 de octubre | Cardenales | 52 - 0  | Alma Juniors | Cardenales Rugby Club, Tucumán |  |
|               |            | Reporte |              |                                |  |

| 20 de octubre | Biguá | 7 - 7   | Córdoba RC | Cardenales Rugby Club, Tucumán |  |
|               |       | Reporte |            |                                |  |

| 20 de octubre | Cardenales | 22 - 5  | Biguá | Cardenales Rugby Club, Tucumán |  |
|               |            | Reporte |       |                                |  |

| 20 de octubre | Alma Juniors | 0 - 19  | Córdoba RC | Cardenales Rugby Club, Tucumán |  |
|               |              | Reporte |            |                                |  |

| 20 de octubre | Cardenales | 29 - 0  | Córdoba RC | Cardenales Rugby Club, Tucumán |  |
|               |            | Reporte |            |                                |  |

| 20 de octubre | Biguá | 45 - 0  | Alma Juniors | Cardenales Rugby Club, Tucumán |  |
|               |       | Reporte |              |                                |  |

### Zona 2
| Pos. | Equipos        | Partidos | Partidos | Partidos | Tantos | Tantos | Tantos | Pts. |
| Pos. | Equipos        | G        | E        | P        | PF     | PC     | DP     | Pts. |
| ---- | -------------- | -------- | -------- | -------- | ------ | ------ | ------ | ---- |
| 1.º  | Centro Naval   | 3        | 0        | 0        | 85     | 19     | +66    | 6    |
| 2.º  | Argentino (BB) | 2        | 0        | 1        | 65     | 22     | +43    | 4    |
| 3.º  | Los Teros      | 1        | 0        | 2        | 44     | 46     | -2     | 2    |
| 4.º  | Los Tordos     | 0        | 0        | 3        | 0      | 107    | -109   | 0    |

|  | Clasifica a Copa de Oro    |
|  | Clasifica a Copa de Plata  |
|  | Clasifica a Copa de Bronce |
|  | Clasifica a Zona Estímulo  |

| 20 de octubre | Centro Naval | 51 - 0  | Los Tordos | Cardenales Rugby Club, Tucumán |  |
|               |              | Reporte |            |                                |  |

| 20 de octubre | Los Teros | 5 - 29  | Argentino (BB) | Cardenales Rugby Club, Tucumán |  |
|               |           | Reporte |                |                                |  |

| 20 de octubre | Centro Naval | 17 - 12 | Argentino (BB) | Cardenales Rugby Club, Tucumán |  |
|               |              | Reporte |                |                                |  |

| 20 de octubre | Los Tordos | 0 - 32  | Los Teros | Cardenales Rugby Club, Tucumán |  |
|               |            | Reporte |           |                                |  |

| 20 de octubre | Centro Naval | 17 - 7  | Los Teros | Cardenales Rugby Club, Tucumán |  |
|               |              | Reporte |           |                                |  |

| 20 de octubre | Argentino (BB) | 24 - 0  | Los Tordos | Cardenales Rugby Club, Tucumán |  |
|               |                | Reporte |            |                                |  |

### Zona 3
| Pos. | Equipos              | Partidos | Partidos | Partidos | Tantos | Tantos | Tantos | Pts. |
| Pos. | Equipos              | G        | E        | P        | PF     | PC     | DP     | Pts. |
| ---- | -------------------- | -------- | -------- | -------- | ------ | ------ | ------ | ---- |
| 1.º  | CAPRI                | 3        | 0        | 0        | 77     | 10     | +67    | 6    |
| 2.º  | SITAS                | 2        | 0        | 1        | 64     | 36     | +28    | 4    |
| 3.º  | Combinado Patagónico | 1        | 0        | 2        | 27     | 56     | -29    | 2    |
| 4.º  | Pumai                | 0        | 0        | 3        | 15     | 81     | -66    | 0    |

|  | Clasifica a Copa de Oro    |
|  | Clasifica a Copa de Plata  |
|  | Clasifica a Copa de Bronce |
|  | Clasifica a Zona Estímulo  |

| 20 de octubre | CAPRI | 24 - 0  | Combinado Patagónico | Cardenales Rugby Club, Tucumán |  |
|               |       | Reporte |                      |                                |  |

| 20 de octubre | Pumai | 10 - 27 | SITAS | Cardenales Rugby Club, Tucumán |  |
|               |       | Reporte |       |                                |  |

| 20 de octubre | CAPRI | 26 - 10 | SITAS | Cardenales Rugby Club, Tucumán |  |
|               |       | Reporte |       |                                |  |

| 20 de octubre | Combinado Patagónico | 27 - 5  | Pumai | Cardenales Rugby Club, Tucumán |  |
|               |                      | Reporte |       |                                |  |

| 20 de octubre | CAPRI | 27 - 0  | Pumai | Cardenales Rugby Club, Tucumán |  |
|               |       | Reporte |       |                                |  |

| 20 de octubre | SITAS | 27 - 0  | Combinado Patagónico | Cardenales Rugby Club, Tucumán |  |
|               |       | Reporte |                      |                                |  |

### Zona 4
| Pos. | Equipos                  | Partidos | Partidos | Partidos | Tantos | Tantos | Tantos | Pts. |
| Pos. | Equipos                  | G        | E        | P        | PF     | PC     | DP     | Pts. |
| ---- | ------------------------ | -------- | -------- | -------- | ------ | ------ | ------ | ---- |
| 1.º  | Sixty                    | 3        | 0        | 0        | 79     | 5      | +74    | 6    |
| 2.º  | Cha Roga                 | 2        | 0        | 1        | 51     | 29     | +22    | 4    |
| 3.º  | Universidad Católica (S) | 1        | 0        | 2        | 31     | 63     | -32    | 2    |
| 4.º  | Jockey Club (SJ)         | 0        | 0        | 3        | 15     | 79     | -64    | 0    |

|  | Clasifica a Copa de Oro    |
|  | Clasifica a Copa de Plata  |
|  | Clasifica a Copa de Bronce |
|  | Clasifica a Zona Estímulo  |

| 20 de octubre | Sixty | 26 - 0  | Jockey Club (SJ) | Cardenales Rugby Club, Tucumán |  |
|               |       | Reporte |                  |                                |  |

| 20 de octubre | Cha Roga | 17 - 7  | Universidad Católica (S) | Cardenales Rugby Club, Tucumán |  |
|               |          | Reporte |                          |                                |  |

| 20 de octubre | Sixty | 36 - 0  | Universidad Católica (S) | Cardenales Rugby Club, Tucumán |  |
|               |       | Reporte |                          |                                |  |

| 20 de octubre | Jockey Club (SJ) | 5 - 29  | Cha Roga | Cardenales Rugby Club, Tucumán |  |
|               |                  | Reporte |          |                                |  |

| 20 de octubre | Sixty | 17 - 5  | Cha Roga | Cardenales Rugby Club, Tucumán |  |
|               |       | Reporte |          |                                |  |

| 20 de octubre | Universidad Católica (S) | 24 - 10 | Jockey Club (SJ) | Cardenales Rugby Club, Tucumán |  |
|               |                          | Reporte |                  |                                |  |

## Fase final

### Copa de Oro
|  | Semifinales Oro | Semifinales Oro | Semifinales Oro |       |            | Final Oro        | Final Oro        | Final Oro        |  |
|  |                 |                 |                 |       |            |                  |                  |                  |  |
|  |                 |                 |                 |       |            |                  |                  |                  |  |
|  | Cardenales      | Cardenales      | 28              |       |            |                  |                  |                  |  |
|  | Cardenales      | Cardenales      | 28              |       |            |                  |                  |                  |  |
|  | Centro Naval    | Centro Naval    | 5               |       |            |                  |                  |                  |  |
|  | Centro Naval    | Centro Naval    | 5               |       | Cardenales | Cardenales       | 17               |                  |  |
|  |                 |                 |                 |       | Cardenales | Cardenales       | 17               |                  |  |
|  |                 |                 | Sixty           | Sixty | 5          |                  |                  |                  |  |
|  | CAPRI           | CAPRI           | Sixty           | Sixty | 5          | 0                |                  |                  |  |
|  | CAPRI           | CAPRI           |                 |       |            | 0                |                  |                  |  |
|  | Sixty           | Sixty           | 32              |       |            | Final 3.º puesto | Final 3.º puesto | Final 3.º puesto |  |
|  | Sixty           | Sixty           | 32              |       |            | Final 3.º puesto | Final 3.º puesto | Final 3.º puesto |  |
|  |                 |                 |                 |       |            |                  |                  |                  |  |
|  |                 |                 |                 |       |            | Centro Naval     | Centro Naval     | 12               |  |
|  |                 |                 |                 |       |            | Centro Naval     | Centro Naval     | 12               |  |
|  |                 |                 |                 |       |            | CAPRI            | CAPRI            | 12               |  |
|  |                 |                 |                 |       |            | CAPRI            | CAPRI            | 12               |  |
|  |                 |                 |                 |       |            |                  |                  |                  |  |

### Copa de Plata
|  | Semifinales Plata | Semifinales Plata | Semifinales Plata |          |       | Final Plata      | Final Plata      | Final Plata      |  |
|  |                   |                   |                   |          |       |                  |                  |                  |  |
|  |                   |                   |                   |          |       |                  |                  |                  |  |
|  | Biguá             | Biguá             | 14                |          |       |                  |                  |                  |  |
|  | Biguá             | Biguá             | 14                |          |       |                  |                  |                  |  |
|  | Argentino (BB)    | Argentino (BB)    | 12                |          |       |                  |                  |                  |  |
|  | Argentino (BB)    | Argentino (BB)    | 12                |          | Biguá | Biguá            | 5                |                  |  |
|  |                   |                   |                   |          | Biguá | Biguá            | 5                |                  |  |
|  |                   |                   | Cha Roga          | Cha Roga | 15    |                  |                  |                  |  |
|  | SITAS             | SITAS             | Cha Roga          | Cha Roga | 15    | 0                |                  |                  |  |
|  | SITAS             | SITAS             |                   |          |       | 0                |                  |                  |  |
|  | Cha Roga          | Cha Roga          | 21                |          |       | Final 7.º puesto | Final 7.º puesto | Final 7.º puesto |  |
|  | Cha Roga          | Cha Roga          | 21                |          |       | Final 7.º puesto | Final 7.º puesto | Final 7.º puesto |  |
|  |                   |                   |                   |          |       |                  |                  |                  |  |
|  |                   |                   |                   |          |       | Argentino (BB)   | Argentino (BB)   | 5                |  |
|  |                   |                   |                   |          |       | Argentino (BB)   | Argentino (BB)   | 5                |  |
|  |                   |                   |                   |          |       | SITAS            | SITAS            | 12               |  |
|  |                   |                   |                   |          |       | SITAS            | SITAS            | 12               |  |
|  |                   |                   |                   |          |       |                  |                  |                  |  |

### Copa de Bronce
|  | Semifinales Bronce       | Semifinales Bronce       | Semifinales Bronce       |                          |            | Final Bronce         | Final Bronce      | Final Bronce      |  |
|  |                          |                          |                          |                          |            |                      |                   |                   |  |
|  |                          |                          |                          |                          |            |                      |                   |                   |  |
|  | Córdoba RC               | Córdoba RC               | 10                       |                          |            |                      |                   |                   |  |
|  | Córdoba RC               | Córdoba RC               | 10                       |                          |            |                      |                   |                   |  |
|  | Los Teros                | Los Teros                | 5                        |                          |            |                      |                   |                   |  |
|  | Los Teros                | Los Teros                | 5                        |                          | Córdoba RC | Córdoba RC           | 0                 |                   |  |
|  |                          |                          |                          |                          | Córdoba RC | Córdoba RC           | 0                 |                   |  |
|  |                          |                          | Universidad Católica (S) | Universidad Católica (S) | 12         |                      |                   |                   |  |
|  | Combinado Patagónico     | Combinado Patagónico     | Universidad Católica (S) | Universidad Católica (S) | 12         | 5                    |                   |                   |  |
|  | Combinado Patagónico     | Combinado Patagónico     |                          |                          |            | 5                    |                   |                   |  |
|  | Universidad Católica (S) | Universidad Católica (S) | 10                       |                          |            | Final 11.º puesto    | Final 11.º puesto | Final 11.º puesto |  |
|  | Universidad Católica (S) | Universidad Católica (S) | 10                       |                          |            | Final 11.º puesto    | Final 11.º puesto | Final 11.º puesto |  |
|  |                          |                          |                          |                          |            |                      |                   |                   |  |
|  |                          |                          |                          |                          |            | Los Teros            | Los Teros         | Susp.             |  |
|  |                          |                          |                          |                          |            | Los Teros            | Los Teros         | Susp.             |  |
|  |                          |                          |                          |                          |            | Combinado Patagónico |                   |                   |  |
|  |                          |                          |                          |                          |            |                      |                   |                   |  |
|  |                          |                          |                          |                          |            |                      |                   |                   |  |

### Zona Estímulo
| 21 de octubre | Alma Juniors | 10 - 5  | Los Tordos | Cardenales Rugby Club, Tucumán |  |
|               |              | Reporte |            |                                |  |

| 21 de octubre | Pumai | 7 - 0   | Jockey Club (SJ) | Cardenales Rugby Club, Tucumán |  |
|               |       | Reporte |                  |                                |  |

| Bandera de la Provincia de Tucumán |
| Cardenales Campeón                 |
| Primer título                      |